# Vetovo
Vetovo (in bulgaro Ветово?) è un comune bulgaro situato nella Regione di Ruse di 18 082 abitanti (dati 2009). La sede comunale è nella località omonima

## Località
Il comune è formato dall'insieme delle seguenti località: 
- Glodževo
- Krivnja
- Pisanec
- Senovo
- Smirnenski
- Vetovo (sede comunale)